# Proză fantastică americană
Proză fantastică americană este o serie de două volume de povestiri fantastice americane care a apărut în 1984 la Editura Minerva, în colecția sa Biblioteca pentru toți, numerele # 1177-1178. Antologia a fost realizată de Maria-Ana Tupan (care a și tradus povestirile). Conține lucrări de Washington Irving, Nathaniel Hawthorne, Edgar Allan Poe, Fitz-James O'Brien, Ambrose Bierce, H. P. Lovecraft etc.

## Cuprins

### Volumul I
Himera. Proză fantastică americană, Vol. 1
- „Edgar Huntly” (fragmente) de Charles Brockden Brown
- „Peter Rugg, dispărutul” de William Austin (traducere a: Peter Rugg, the Missing Man, prima dată publicată în 1824)
- „Cavalerul de Malta” de Washington Irving (traducere a: The Knight of Malta, 1840)
- „Dolph Heyliger” de Washington Irving (traducere a: Dolph Heyliger, 1822)
- „Mascarada guvernatorului Howe” de Nathaniel Hawthorne (traducere a: Howe's Masquerade, 1838)
- „Chipul cioplit” de Nathaniel Hawthorne (traducere a: The Great Stone Face, 1850)
- „Povestea bătrînei” de Nathaniel Hawthorne (traducere a: An Old Woman's Tale, 1830)
- „Prăbușirea Casei Usher” de Edgar Allan Poe (traducere a: The Fall of the House of Usher, 1839)
- „Convorbirea dintre Iros și Carmion” de Edgar Allan Poe (traducere a: The Conversation of Eiros and Charmion, 1839)
- „Himera” de Fitz-James O'Brien

### Volumul II
Ochii panterei. Proză fantastică americană, Vol. 2
- „Istoria balenierei "Town-Ho"” de Herman Melville (traducere a:The Town-Ho's Story, 1851)
- „Experiența” de S. Weir Mitchell
- „Ceasul lui John Bartine” de Ambrose Bierce (traducere a: John Bartine's Watch, 1893)
- „Iedera” de Ambrose Bierce (traducere a: A Vine on a House, 1905)
- „Ochii panterei” de Ambrose Bierce (traducere a: The Eyes of the Panther, 1897)
- „Urmărirea” de Henry James
- „Un pelerin pasionat” de Henry James
- „Cămăruța” de Madeline Yale Wynne (traducere a: The Little Room, 1895)
- „Lumea orbului” de Edward Bellamy (traducere a: The Blindman's World, 1886)
- „Sămânța de rodie” de Edith Wharton
- „Casa coșmarelor” de Edward Lucas White (traducere a: The House of the Nightmare, 1906)
- „Străinul” de H. P. Lovecraft (traducere a: The Outsider, 1926)
- „Miraj” de Shirley Jackson

## Legături externe
- Seria: Proză fantastică americană la isfdb.org

## Vezi și
- Catalogul Colecției Biblioteca pentru toți (Editura Minerva)